# Buchnera juncea
Buchnera juncea là loài thực vật có hoa thuộc họ Cỏ chổi. Loài này được Cham. & Schltdl. mô tả khoa học đầu tiên năm 1827.

## Hình ảnh

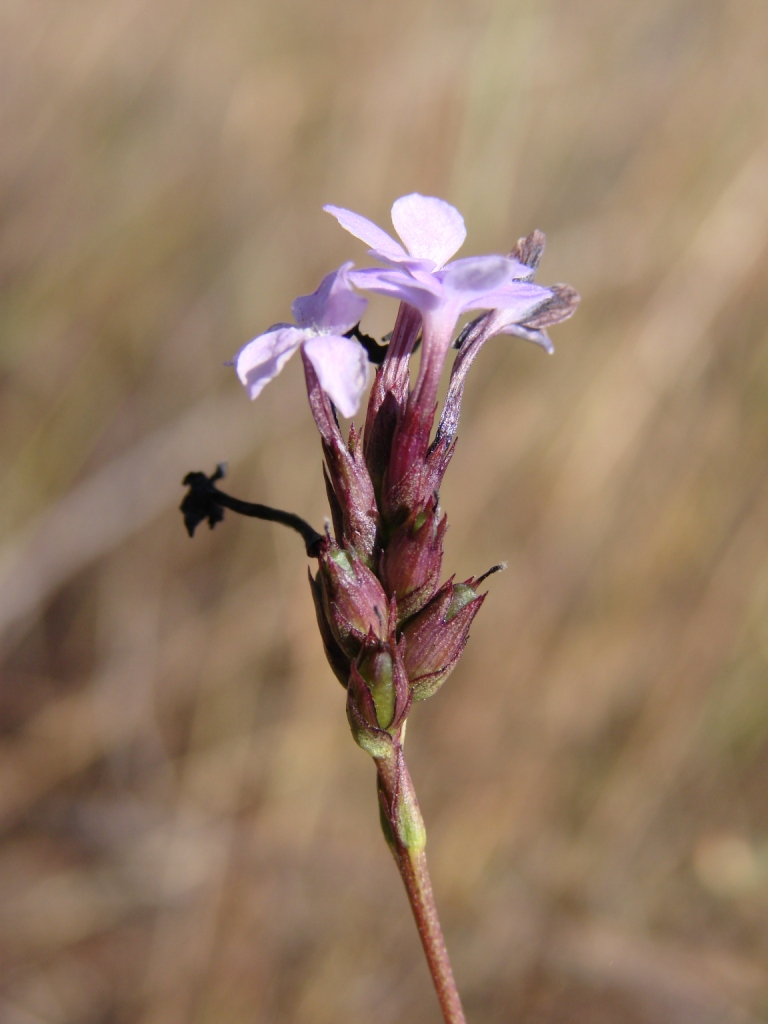